# Egernfamilien
 For alternative betydninger, se Egern (flertydig). (Se også artikler, som begynder med Egern)
Egernfamilien eller latin: Sciuridae er en stor familie af små eller mellemstore gnavere. Familien omfatter bl.a. træegern, jordegern, murmeldyr, flyveegern og præriehunde. Egern er hjemmehørende i Amerika, Eurasien og Afrika, og er blevet introduceret til Australien. De tidligst kendte egern stammer fra Eocæn. Blandt de øvrige nulevende gnavere er de nærmest beslægtede med bjergbæveren og hasselmusen.

## Etymologi
Ordet "egern" er en sammentrækning af det gammeldanske ord "eg(g)erne" (svensk ekorre (dialekt: ikorn(e)), norsk ekorn, (dialekt: ikorn, ikorre), som kommer af oldnordisk íkorni, der er i familie med tysk Eichhorn gennem den middelnedertyske form ēkeren, oldhøjtysk eihhurno, eihhornu. Ordet stammer fra det germanske aik-wernan (rekonstrueret). Første led "aik" henviser enten til egetræet eller det indoeuropæiske aig (svinge sig, bevæge sig rask), hvilket har overlevet i oldindisk ējati (røre sig). Andet led er egernets indoeuropæiske navn, der optræder i forenklet form i keltisk vēver (rekonstrueret), bretonsk gwiber, latin vīverra (væsel), litauisk vovere, oldrussisk věverica, persisk varvarah, dannet af indoeuropæisk (rekonstrueret) u̯er- (bøje); dyret er således benævnt efter sin buede hale. Sidste led kan dog også opfattes som germansk werznahn (handyr, avler); navnet betyder da "raskt bevægende handyr".
Den angelsaksiske form, ācweorna, overlevede kun til middelengelsk (som aquerne) før det blev udskiftet med "squirrel".
Det engelske ord "squirrel", der først specifikt blev nævnt i 1327, kommer fra anglo-normanniske esquirel fra det gammelfranske Escurel, hvilket er en refleksion af det latinske ord Sciurus. Dette latinske ord er lånt fra det oldgræske ord σκίουρος, skiouros, hvilket betyder skyggehale, som er en henvisning til de ofte buskede haler båret af mange af familiens medlemmer.

## Karakteristik
Egern er generelt små dyr, der varierer i størrelse fra det afrikanske pygmæegern (Myosciurus pumilio) på 7-10 cm i længde og bare 10 g i vægt, til alpemurmeldyret (Marmota marmota), der er 53-73 cm lang og vejer 5-8 kg. Egern har typisk en slank krop med busket hale og store øjne. Pelsen er generelt blød og silkeagtig, selv om tykkelsen kan variere meget mellem arterne. Farven på egern varierer ligeledes meget mellem de forskellige arter.
Bagbenene er generelt længere end forbenene, og de har fire eller fem tæer på hver pote. Deres poter omfatter en ofte dårligt udviklet tommelfinger, og har bløde puder på undersiden. Træegern hører til de få pattedyr, der kan bevæge sig nedad et træ med hovedet først. Det gør de ved at dreje deres fødder, så kløerne på bagpoterne peger bagud og lettere kan gribe træets bark.
Egern lever i næsten alle habitater fra tropiske regnskove til steppeørkener, og de undgår kun de polare regioner og tørreste ørkener. De er overvejende planteædere, der lever af frø og nødder, men mange æder også insekter og selv små hvirveldyr.
Som deres store øjne indikerer har egern et generelt fremragende syn, hvilket er særligt vigtigt for arterne der lever i træer. De har også meget alsidige og robuste kløer til at gribe og klatre. Mange har også en god følesans, med knurhår på hoved og lemmer.
Tænderne på egern følger det typiske gnavermønster, der normalt er store gnavende fortænder, der vokser hele livet, og knusende kindtænder placeret tilbage bag et stort mellemrum.
De fleste egern dør indenfor deres første leveår. Egern, der har opnået voksenalder, kan i naturen blive op til 5-10 år gamle. I fangenskab kan de opnå en alder af 10-20 år.

## Adfærd
Egern yngler en eller to gange om året og hunnen føder et varierende antal unger efter tre til seks uger, afhængigt af arten. Ungerne fødes nøgne, tandløse, og blinde. Hos de fleste arter af egern passer kun hunnen ungerne, der er afvænnet, når de er omkring seks til ti uger gamle. De bliver kønsmodne ved udgangen af deres første år. De jordlevende arter er generelt sociale dyr, der ofte lever i veludviklede kolonier, mens trælevende arter er mere selvstændige.
Jord- og træegern er typisk dagaktive eller aktive lige omkring tusmørkets indtræden, hvorimod flyveegern er aktive om natten, bortset fra diegivende flyveegern og deres afkom, som normalt er dagaktive i løbet af sommeren.

### Føde
Egern kan ikke fordøje cellulose, så derfor lever de af fødeemner rig på protein, kulhydrat og fedt. I tempererede områder er det tidlige forår den sværeste tid på året for egern, fordi nedgravede nødder begynder at spire, og derfor ikke længere er tilgængelige for egernet som føde, og som regel er nye fødekilder endnu ikke blevet tilgængelige. I disse tider er egern dybt afhængige af træernes kno-pper. Egerns kost består primært af en lang række planter, herunder frø, nåletræskogler, frugter, svampe og grønne blade. Men nogle egern lever også af kød, især når de er stærkt udsultede. Egern kan fra tid til anden også spise insekter, æg, fugleunger, unge slanger og mindre gnavere. Faktisk lever nogle tropiske arter næsten kun af insekter.
Rovdyradfærd er blevet bemærket hos forskellige arter af jordegern, især hos den trettenstribede sisel (Ictidomys tridecemlineatus). For eksempel observerede Bailey, en videnskabsmand i 1920'erne, en trettenstribet sisel tage en ung kylling. Wistrand rapporterede at se den samme art æde en nyligt nedlagt slange. Whitaker undersøgte 139 maver fra trettenstribet sisel og fandt fuglekød i fire af prøverne og resterne af en korthalet spidsmus (Blarina sp.) i en enkelt; Bradley, der undersøgte maverne fra arten Ammospermophilus leucurus (engelsk: white-tailed antelope squirrel), fandt at mindst 10% af de 609 eksemplarer indeholdt hvirveldyr, for det meste firben og gnavere. Morgart observerede en af disse egern fange og æde et enkelt individ af den nordamerikanske gnaverart Perognathus flavus.

## Billeder
- Ratufa macroura i underfamilien Ratufinae
- (Glaucomys volans) i stammen Pteromyini (flyveegern).
- Callosciurus prevosti i stammen Callosciurini.
- Xerus rutilus i stammen Xerini
- Marmota marmota i stammen Marmotini

## Taksonomi
De nulevende egern er opdelt i fem underfamilier med omkring 58 slægter og ca. 285 arter. Det ældste fossile egern, Hesperopetes, går tilbage til Chadronian-tiden (sen Eocæn) for omkring 40-35 millioner år siden) og lignede moderne flyveegern.
En række af fossile egern, fra den seneste Eocæn til Miocæn, kan ikke med sikkerhed tilskrives noget slægtskab til nulevende arter. Det kan antages at nogle af disse sandsynligvis var varianter af de ældste, basale "protoegern" (i den forstand, at de manglede dele af udbredelsen af det nulevende egerns autapomorfi). På grund af fordelingen og mangfoldigheden af sådanne gamle former kan det antages at egernene som gruppe kan have sin oprindelse i Nordamerika.
Bortset fra de til tider lidet kendte fossile former er fylogenien af de nulevende egern forholdsvis ligetil. De tre vigtigste udviklingslinjer er Ratufinae, Sciurillinae og alle andre underfamilier. Ratufinae indeholder en håndfuld levende arter i tropisk Asien. Det neotropiske pygmæegern (Sciurillus pusillus) i det tropiske Sydamerika er det eneste levende medlem af Sciurillinae. Den tredje udviklingslinje, langt den største, har en næsten kosmopolitisk udbredelse. Dette understøtter yderligere den hypotese, at den fælles forfader til alle egern, levende og fossile, boede i Nordamerika, da disse tre ældste udviklingslinjer synes at stamme herfra. Hvis egern havde oprindelse i Eurasien, ville man eksempelvis forvente meget gamle udviklingslinjer i Afrika, men de afrikanske egern synes at være af nyere oprindelse.

Hovedgruppen af egern kan igen inddeles i tre undergrupper, der udgør de resterende underfamilier. Sciurinae indeholder flyveegern (Pteromyini) og Sciurini, som bl.a. indeholder de amerikanske træegern; førstnævnte er ofte blevet betragtet som en særskilt underfamilie, men betragtes nu som en stamme af Sciurinae. Granegernet (Tamiasciurus) er på den anden side normalt inkluderet i træegernernes hovedudviklingslinje, men synes at være lige så distinkt som flyveegern, og derfor betragtes de undertiden som en særskilt stamme, Tamiasciurini.
To af de tre underfamilier er næsten af samme størrelse, og indeholder mellem 70 og 80 arter hver; den tredje underfamilie er omkring dobbelt så stor. Sciurinae indeholder trælevende egern, især i Amerika og til en hvis grad i Eurasien. Callosciurinae er den mest forskelligartede. Den omfatter arter i det tropiske Asien og indeholder egern, som også er trælevende, men har en markant anderledes habitus og fremtræder mere "elegante", en effekt der forstærkes af deres ofte meget farverige pels. Xerinae - den største underfamilie - består hovedsageligt af jordlevende former og omfatter de store murmeldyr og de populære præriehunde, såvel som de tre egern fra Afrika; de har tendens til at være mere selskabelige end andre egern, som ikke normalt bor sammen i tætte grupper.
- Basale og incertae sedis (alle fossile)
  - Hesperopetes
  - Kherem
  - Lagrivea
  - Oligosciurus
  - Plesiosciurus
  - Prospermophilus
  - Sciurion
  - Similisciurus
  - Sinotamias
  - Vulcanisciurus
- Underfamilie Cedromurinae (fossil)
- Underfamilie Ratufinae – (1 slægt, 4 arter)
- Underfamilie Sciurillinae – (monotypisk)
- Underfamilie Sciurinae
  - Tribus Sciurini – (5 slægter, omkring 38 arter)
  - Tribus Pteromyini – ægte flyveegern (15 slægter, omkring 45 arter)
- Underfamilie Callosciurinae
  - Tribus Callosciurini (13 slægter, næsten 60 arter)
  - Tribus Funambulini (1 slægt, 5 arter)
- Underfamilie Xerinae
  - Tribus Xerini (3 slægter, 6 arter)
  - Tribus Protoxerini (6 slægter, omkring 50 arter)
  - Tribus Marmotini – jordlevende egern, murmeldyr, jordegern, præriehunde, etc. (6 slægter, omkring 90 arter)